# أسكيم
أسكيم هي بلدية في النرويج، تقع في أوستفولد، بلغ عدد سكانها 15,615  نسمة وذلك حسب إحصائيات سنة 2016، عاصمتها Askim ‏.

## الموقع
تشترك في الحدود مع:
- Spydeberg [الإنجليزية]‏
- أيدسبرغ
- Trøgstad [الإنجليزية]‏
- Skiptvet [الإنجليزية]‏.

## مدن توأم
المدن التوأم:
- فانتا
- Lyngby-Taarbæk Municipality [الإنجليزية]‏.

## أعلام
- بيتر سولبرغ
- إدوين رود
- هينينغ سولبرغ
- فيبيكي سكوفتيرود
- يوحنا ماير